# 國立中央大學太空及遙測研究中心

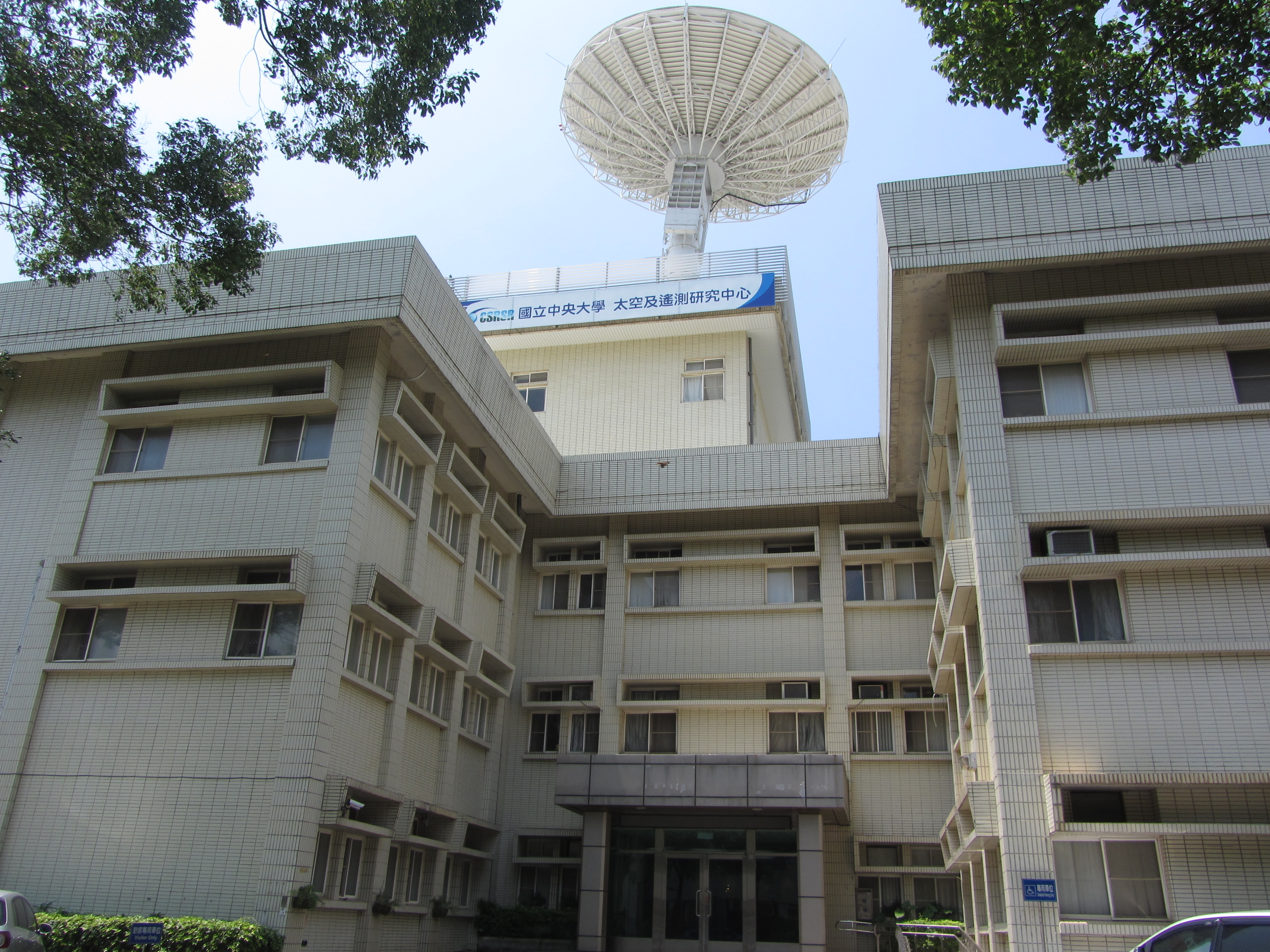
國立中央大學太空及遙測研究中心大樓

國立中央大學太空及遙測研究中心（Center for Space and Remote Sensing Research, National Central University，縮寫：CSRSR）是國立中央大學的校級研究單位，常簡稱為太遙中心，負責太空與遙測的研究與教學。

## 歷史
- 1984年7月1日，國立中央大學太空及遙測研究中心成立。
- 1986年1月1日，在行政院國家科學委員會支持下，成立國科會中壢貴重儀器使用中心。
- 1993年12月31日，資源衛星接收站成立。
- 2008年，開設遙測科技碩士學位學程。

## 歷任主任
| 姓名   | 任職期間              | 備註 |
| ------ | --------------------- | ---- |
| 陳哲俊 | 1984年7月－1990年7月  |      |
| 王顯達 | 1990年8月－1993年7月  |      |
| 陳哲俊 | 1993年8月－1995年9月  |      |
| 陳良健 | 1995年10月－1998年7月 |      |
| 劉振榮 | 1998年8月－2001年7月  |      |
| 陳錕山 | 2001年8月－2004年7月  |      |
| 吳 究  | 2004年8月－2007年7月  |      |
| 劉說安 | 2007年8月－2010年7月  |      |
| 陳良健 | 2010年8月－2013年7月  |      |
| 陳繼藩 | 2013年8月－2016年7月  |      |
| 張中白 | 2016年8月－2017年10月 |      |
| 蔡龍治 | 2017年11月－2018年1月 | 代理 |
| 蔡富安 | 2018年2月－2021年1月  |      |
| 林唐煌 | 2021年2月－           |      |

## 現況
太遙中心的研究是遙測科技為主軸，主要是地球環境與太空環境遙測。並分為遙測技術、空間資訊、太空科學三個研究群。
太遙中心轄下的資源衛星接收站目前接收的衛星資料有SPOT-4和-5，ERS-2、Terra、Aqua，並且是台灣自主擁有的福爾摩沙衛星二號衛星其中一個影像分送中心。
另外，太遙中心自1995年起每年都會推出以台灣衛星影像製作的月曆。

## 外部連結
- 國立中央大學太空及遙測研究中心（页面存档备份，存于）官網
- 國立中央大學太空及遙測研究中心facebook粉絲專頁